# Angle d'incidència
|  | Per a altres significats, vegeu «Angle d'incidència (fabricació)». |

Angle d'incidència

L'angle d'incidència és l'angle amb què una ona electromagnètica penetra en una superfície, ja sigui reflectant o refractant. Aquest angle es calcula a partir de la perpendicular amb el pla on incideix l'ona (és a dir, la normal). En una superfície reflectant plana, l'angle d'incidència és el mateix que l'angle de reflexió. En canvi, en una superfície refractant, l'angle d'incidència serà diferent a l'angle de refracció, degut a la diferència entre els índexs de refracció dels dos medis (per exemple, entre aire i vidre). Segons la llei de Snell, l'angle d'incidència es pot calcular sabent l'angle de refracció i els índexs de refracció.